# Neospintharus concisus
Neospintharus concisus là một loài nhện trong họ Theridiidae.
Loài này thuộc chi Neospintharus. Neospintharus concisus được H. Exline & Herbert Walter Levi miêu tả năm 1962.